# Palazzo Gagliardi Sardi
Palazzo Gagliardi Sardi, talvolta noto come Palazzo Nodari Gagliardi Sardi, è un palazzo storico dell'Aquila. 

## Storia
L'edificio è una storica residenza delle famiglie Gagliardi, di origine normanna e insediatasi all'Aquila sin dalla fondazione, e Sardi, tra le più influenti del quarto di Santa Giusta. La sua realizzazione si inserisce nell'ambito della ricostruzione cittadina successiva al terremoto del 1703, come testimoniato dall'articolazione dello spazio, di stampo barocco, tra il palazzo e la prospiciente chiesa di San Flaviano.
È stato gravemente danneggiato dal terremoto del 2009 che, tra le altre cose, ha provocato il ribaltamento della facciata principale, il collasso dell'arco e della volta che copre la scala principale e numerose lesioni su tutti i vani. In virtù della vulnerabilità sismica dell'edificio, i lavori di ricostruzioni sono stati particolarmente innovativi prevedendo, al di sotto del piano di calpestio, una serie di 42 isolatori sismici su tutto il perimetro, cui si aggiungono 60 appoggi scorrevoli multidirezionali. Dette operazioni di recupero hanno un costo stimato di circa 7 milioni di euro.

## Descrizione
Il palazzo, a pianta rettangolare, si staglia isolato tra la piazza San Flaviano e le vie dei Sardi, delle Grazie e San Flaviano. La forma, allungata sulla direttrice NO-SE, è parallela ai costoloni che caratterizzano l'intero quartiere, tra Costa Masciarelli e via Fortebraccio. Le dimensioni sono di circa 18 metri sul lato minore e 58 sul lato maggiore; il rapporto tra le due lunghezze è pari al doppio della sezione aurea. 
La facciata principale è posta sul lato sud-orientale, sulla piazza, frontalmente a quella della chiesa di San Flaviano. È caratterizzata dalla presenza, al centro, di un elegante portale in stile barocco e datato al 1710 sormontato da un balconcino che si inserisce all'interno di una matrice regolare di tre finestroni su tre livelli.
L'edificio si sviluppa su tre piani con sottotetto e si articola in planimetria intorno ad una piccola corte, posta sul lato di via dei Sardi, frontalmente al palazzo Micheletti, con terrazza belvedere all'ultimo livello. Un'altra grande terrazza è posta sul lato di via delle Grazie.